# Letališče Dubrovnik
Letališče Dubrovnik je letališče na Hrvaškem, ki leži 20 km od centra Dubrovnika.